# IBM PC

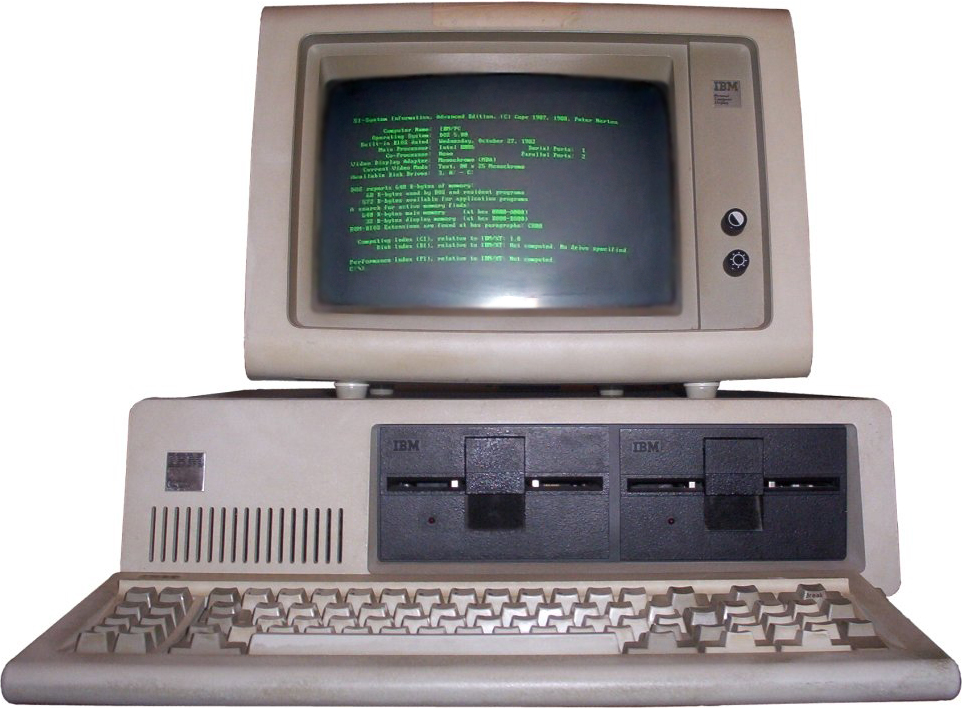
IBM PC 5150

IBM Personal Computer, prescurtat IBM PC, este primul calculator personal care a fost produs, primul model apărând în 1981. Este versiunea originală și precursoare a tuturor platformelor compatible PC de astăzi.

În imaginea alăturată este prezentat modelul IBM numărul 5150, care a fost introdus la 12 august 1981, fiind creat de către o echipă de ingineri și designeri sub conducerea lui Don Estridge la IBM Entry Systems Division din Boca Raton, statul Florida.